# Nachfolge des Präsidenten der Vereinigten Staaten

Siegel des Präsidenten der Vereinigten Staaten

Die Nachfolge des Präsidenten der Vereinigten Staaten wird durch die Verfassung und den Presidential Succession Act von 1947 geregelt. Aus der Verfassung ergibt sich, dass – falls der Präsident aus irgendwelchen Gründen aus dem Amt scheidet – der Vizepräsident nachrückt. Ist dieses Amt unbesetzt, so ist im Presidential Succession Act eine Reihenfolge festgelegt, mit der ein kommissarischer Präsident bestimmt wird:
- der Sprecher des Repräsentantenhauses,
- der Präsident pro tempore des Senats
- und danach die Mitglieder des Kabinetts in einer im Gesetz festgelegten Reihenfolge.

Durch die Einfügung des 25. Zusatzartikels zur US-Verfassung 1967 wurde die seit 1841 geübte Praxis kodifiziert, dass der Vizepräsident bei Tod oder Rücktritt des Präsidenten selbst zum Präsidenten wird und nicht nur das Amt kommissarisch ausübt. Weiterhin ermöglicht dieser Zusatz die Nachnominierung eines Vizepräsidenten, so dass es seither deutlich unwahrscheinlicher geworden ist, dass die Liste zur Ersatznachfolge des Präsidenten zur Anwendung kommt. In der Geschichte der Vereinigten Staaten gab es bisher noch nicht den Fall, dass sowohl das Amt des Präsidenten als auch des Vizepräsidenten vakant waren. Daher rückten immer die Vizepräsidenten als Präsidenten nach.
Da, anders als in parlamentarischen Regierungssystemen, der Präsident im amerikanischen politischen System vom Volk gewählt wird (durch ein Wahlmännerkollegium) und eine vorgezogene Neuwahl nicht vorgesehen ist, bedarf es einer genauen Regelung, wie mit dem Wegfall des Präsidenten umzugehen ist: Eine einfache Nachwahl etwa durch das Parlament ist nicht möglich. Andererseits ist eine auch zeitlich lückenlose Ersatznachfolge unbedingt erforderlich, da der Präsident in den USA gleichzeitig Staatsoberhaupt, Regierungschef und Oberbefehlshaber der Streitkräfte ist.

## Presidential Succession Act von 1947
Da die Verfassung der Vereinigten Staaten nur die direkte Nachfolge des Vizepräsidenten vorsieht, enthielt der ursprüngliche Verfassungstext die Bestimmung, dass der Kongress durch einfaches Gesetz festlegen kann, wie im Falle des Wegfalls von Präsident und Vizepräsident weiterverfahren wird. Diese Möglichkeit hat er durch die Verabschiedung der drei Presidential Succession Acts (1792, 1886 und 1947) wahrgenommen.
Das derzeit gültige Gesetz aus dem Jahr 1947 ist in Title 3, Chapter 1, Section 19 des United States Code, der amtlichen Sammlung amerikanischen Bundesrechts, festgehalten:

### Unterabsatz (a)
Unterabsatz (a) regelt, dass in allen Fällen, in denen weder Präsident noch Vizepräsident ihr Amt ausüben können, der Sprecher des Repräsentantenhauses als kommissarischer Präsident amtiert. Hierzu muss er jedoch aus diesem Parlamentsamt zurücktreten und, sofern er gewähltes Mitglied ist (was für die Wahl zum Sprecher nicht erforderlich ist), sein Mandat niederlegen. Der Sprecher des Repräsentantenhauses ist der gewählte Vorsitzende der Kammer und insofern dem deutschen Bundestagspräsidenten vergleichbar; jedoch ist das Amt des Sprechers nicht überparteilich geprägt, anders als das Amt des deutschen Bundestagspräsidenten. Sachlich ist das Sprecheramt somit eher dem Amt des Fraktionsvorsitzenden einer großen Partei im deutschen Bundestag vergleichbar.
(a) (1) If, by reason of death, resignation, removal from office, inability, or failure to qualify, there is neither a President nor Vice President to discharge the powers and duties of the office of President, then the Speaker of the House of Representatives shall, upon his resignation as Speaker and as Representative in Congress, act as President.
(2) The same rule shall apply in the case of the death, resignation, removal from office, or inability of an individual acting as President under this subsection.
(a) (1) Wenn aufgrund des Todes, des Rücktrittes, der Amtsenthebung, der Amtsunfähigkeit oder Fehlens der Wählbarkeit weder ein Präsident noch ein Vizepräsident zur Verfügung steht, um die Rechte und Pflichten des Amtes des Präsidenten auszuüben, amtiert der Sprecher des Repräsentantenhauses – nach seinem Rücktritt als Sprecher und als Mitglied des Repräsentantenhauses – als Präsident.
(2) Die gleiche Regel findet Anwendung im Fall des Todes, des Rücktrittes, der Amtsenthebung oder der Amtsunfähigkeit einer Person, die nach diesem Unterabsatz als Präsident amtiert.

### Unterabsatz (b)
Unterabsatz (b) bestimmt, was passiert, wenn auch der Sprecher des Repräsentantenhauses das Amt nicht ausüben kann: In diesem Fall wird der vom Senat gewählte Präsident pro tempore kommissarischer Präsident. Allerdings muss auch dieser zuvor von seinem Amt im Senat und von seinem Mandat als Senator zurücktreten. Präsident des Senates ist an sich der Vizepräsident der Vereinigten Staaten. Dieser übt allerdings ausschließlich im Falle einer Stimmengleichheit ein Stimmrecht aus und sitzt den Verhandlungen im Senat nur selten selbst vor. Der Senat wählt deswegen den Präsidenten Pro Tempore, der auch in der Verfassung vorgesehen ist und bei Abwesenheit des Vizepräsidenten die Sitzungen leitet. Nach einer ungeschriebenen Tradition handelt es sich dabei heute stets um den dienstältesten Senator der Mehrheitspartei; dieser überträgt die tatsächliche Sitzungsleitung aber meist seinerseits auf einen jüngeren Senator.
(b) If, at the time when under subsection (a) of this section a Speaker is to begin the discharge of the powers and duties of the office of President, there is no Speaker, or the Speaker fails to qualify as Acting President, then the President pro tempore of the Senate shall, upon his resignation as President pro tempore and as Senator, act as President.
(b) Wenn zu der Zeit, zu welcher nach Unterabsatz (a) dieses Absatzes der Sprecher [des Repräsentantenhauses] die Ausübung der Rechte und Pflichten des Amtes des Präsidenten beginnen müsste, kein Sprecher im Amt ist, oder wenn dem Sprecher die Wählbarkeit als amtierender Präsident fehlt, amtiert der Präsident Pro Tempore des Senats – nach seinem Rücktritt als Präsident Pro Tempore und als Senator – als Präsident.

### Unterabsatz (c)
Unterabsatz (c) sieht vor, dass ein acting president (also die durch dieses Gesetz als Nachfolger des Präsidenten bestimmte Person) grundsätzlich bis zum Ende der Amtsperiode die Befugnisse des Präsidenten ausübt. Allerdings gibt es zwei Ausnahmen von dieser Regel: Wenn Präsident oder Vizepräsident nur wegen des Fehlens der Wählbarkeit oder wegen einer Amtsunfähigkeit ausgefallen sind, übernehmen diese nach Beseitigung dieses Mangels ihre Ämter wieder. Der englische Begriff „failure to qualify“ kann auch bedeuten, dass noch kein Präsident gewählt ist: Wenn in der Volkswahl kein Kandidat die absolute Mehrheit der Wahlmännerstimmen erhält, so wird es Aufgabe des Repräsentantenhauses, einen Präsidenten zu wählen. Kann sich diese Kammer jedoch nicht bis zum Stichtag für den Amtsantritt (20. Januar) auf einen Präsidenten einigen, so unterliegt der Präsident dem „failure to qualify“. Also amtiert für die Zeit, bis die Kammer einen Präsidenten gewählt hat, ihr (bisheriger) Sprecher als Präsident.
(c) An individual acting as President under subsection (a) or subsection (b) of this section shall continue to act until the expiration of the then current Presidential term, except that –
(1) if his discharge of the powers and duties of the office is founded in whole or in part on the failure of both the President-elect and the Vice-President-elect to qualify, then he shall act only until a President or Vice President qualifies; and
(2) if his discharge of the powers and duties of the office is founded in whole or in part on the inability of the President or Vice President, then he shall act only until the removal of the disability of one of such individuals.
(c) Eine Person, die nach Unterabsatz (a) oder (b) dieses Absatzes als Präsident amtiert, bleibt amtierender Präsident bis zum Ende der dann laufenden Amtszeit, mit folgenden Ausnahmen:
(1) Wenn ihre Ausübung der Rechte und Pflichten des Amtes vollständig oder teilweise auf dem Fehlen der Wählbarkeit sowohl des neugewählten Präsidenten wie des neugewählten Vizepräsidenten beruht, so bleibt die Person nur solange kommissarischer Präsident, bis ein Präsident oder ein Vizepräsident die Wählbarkeit erlangt hat.
(2) Wenn ihre Ausübung der Rechte und Pflichten des Amtes vollständig oder teilweise auf der Amtsunfähigkeit des Präsidenten oder Vizepräsidenten beruht, so bleibt die Person nur bis Wiederherstellung der Amtsfähigkeit einer dieser Personen kommissarischer Präsident.

### Unterabsatz (d)
Unterabsatz (d) definiert ferner, was passiert, wenn auch der Präsident Pro Tempore des Senats das Amt nicht ausüben kann. In diesem Fall wird die Liste der Minister, nach der zeitlichen Reihenfolge der Gründung der einzelnen Ministerien, abgearbeitet. Auch eine solche Amtsübernahme bedarf des Rücktrittes als Minister, der durch das Ablegen des Amtseides automatisch eintritt. Ein Minister, der als Präsident amtiert, bleibt solange im Amt, bis die Amtszeit des Präsidenten ausläuft, es sei denn, dass sich vorher ein Präsident, Vizepräsident, Sprecher des Repräsentantenhauses oder Präsident Pro Tempore des Senates findet, der dann das Amt ausüben kann. Die Wiederherstellung der Amtsfähigkeit eines eigentlich höher stehenden Ministers (Beispiel: Der Außenminister war amtsunfähig, deshalb wurde der Finanzminister kommissarischer Präsident. Danach wird der Außenminister wieder amtsfähig.) beeinträchtigt den kommissarischen Präsidenten nicht (im Beispiel bleibt der Finanzminister damit kommissarischer Präsident).
(d) (1) If, by reason of death, resignation, removal from office, inability, or failure to qualify, there is no President pro tempore to act as President under subsection (b) of this section, then the officer of the United States who is highest on the following list, and who is not under disability to discharge the powers and duties of the office of President shall act as President: Secretary of State, Secretary of the Treasury, Secretary of Defense, Attorney General, Secretary of the Interior, Secretary of Agriculture, Secretary of Commerce, Secretary of Labor, Secretary of Health and Human Services, Secretary of Housing and Urban Development, Secretary of Transportation, Secretary of Energy, Secretary of Education, Secretary of Veterans Affairs, Secretary of Homeland Security.
(2) An individual acting as President under this subsection shall continue so to do until the expiration of the then current Presidential term, but not after a qualified and prior-entitled individual is able to act, except that the removal of the disability of an individual higher on the list contained in paragraph (1) of this subsection or the ability to qualify on the part of an individual higher on such list shall not terminate his service.
(3) The taking of the oath of office by an individual specified in the list in paragraph (1) of this subsection shall be held to constitute his resignation from the office by virtue of the holding of which he qualifies to act as President.
(d) (1) Wenn aufgrund des Todes, des Rücktrittes, der Amtsenthebung, der Amtsunfähigkeit oder Fehlens der Wählbarkeit kein Präsident Pro Tempore zur Verfügung steht, um nach Unterabsatz (b) als Präsident zu amtieren, so amtiert derjenige Amtsträger der Vereinigten Staaten, der auf der folgenden Liste am höchsten steht und nicht gehindert ist, die Rechte und Pflichten des Amtes des Präsidenten auszuüben, als Präsident: Außenminister, Finanzminister, Verteidigungsminister, Generalstaatsanwalt (Justizminister), Innenminister, Landwirtschaftsminister, Handelsminister, Arbeitsminister, Gesundheitsminister, Bauminister, Verkehrsminister, Energieminister, Bildungsminister, Kriegsveteranenminister, Heimatschutzminister.
(2) Eine Person, die nach diesem Unterabsatz als Präsident amtiert, tut dieses bis zum Ende der dann laufenden Amtszeit, allerdings nicht, wenn zuvor eine wählbare und höher eingestufte Person amtieren kann, mit der Ausnahme, dass die Entfernung der Amtsunfähigkeit einer auf der Liste nach Paragraph (1) dieses Unterabsatzes höher eingestuften Person oder das Erlangen der Wählbarkeit einer Person, die auf ebendieser Liste steht, die Amtszeit des kommissarischen Präsidenten nicht beendet.
(3) Die Ableistung des Amtseides durch eine in der Liste nach Paragraph (1) dieses Unterabsatzes benannte Person gilt als Rücktritt von dem Amt, kraft dessen er für das Amt des kommissarischen Präsidenten wählbar geworden ist.

### Unterabsatz (e)
Unterabsatz (e) enthält technische Details: Er sieht vor, dass alle kommissarischen Präsidenten auch als Präsident wählbar sein müssten. Er schließt damit etwa eingebürgerte Bürger, die zwar Minister, aber nicht Präsident werden können, aus der Nachfolgeliste aus. Weiter muss ein Minister schon vor dem Beginn der Abarbeitung der Ministerliste ordnungsgemäß, das heißt mit Zustimmung des Senates, ernannt worden sein. Schließlich ist festgehalten, dass der kommissarische Präsident das Präsidentengehalt bekommt.
(e) (1) Subsections (a), (b), and (d) of this section shall apply only to such officers as are eligible to the office of President under the Constitution. Subsection (d) of this section shall apply only to officers appointed, by and with the advice and consent of the Senate, prior to the time of the death, resignation, removal from office, inability, or failure to qualify, of the President pro tempore, and only to officers not under impeachment by the House of Representatives at the time the powers and duties of the office of President devolve upon them.
(2) During the period that any individual acts as President under this section, his compensation shall be at the rate then provided by law in the case of the President.
(e) (1) Die Unterabsätze (a), (b) und (d) dieses Absatzes finden nur Anwendung auf Amtsträger, die nach der Verfassung für das Amt des Präsidenten wählbar sind. Unterabsatz (d) findet nur Anwendung auf Amtsträger, die vor dem Zeitpunkt des Todes, des Rücktrittes, der Amtsenthebung, der Amtsunfähigkeit oder dem Fehlen der Wählbarkeit des Präsidenten Pro Tempore mit Zustimmung des Senates ernannt worden sind, und nur auf Amtsträger, die zum Zeitpunkt, zu dem die Rechte und Pflichten des Amtes des Präsidenten auf sie übergehen, nicht vom Repräsentantenhaus nach dem Impeachment-Verfahren angeklagt sind.
(2) Während des Zeitraums, in dem eine Person nach diesem Absatz als Präsident amtiert, erhält er das Gehalt, welches durch Gesetz für den Präsidenten vorgesehen ist.

## Aktuelle Reihenfolge

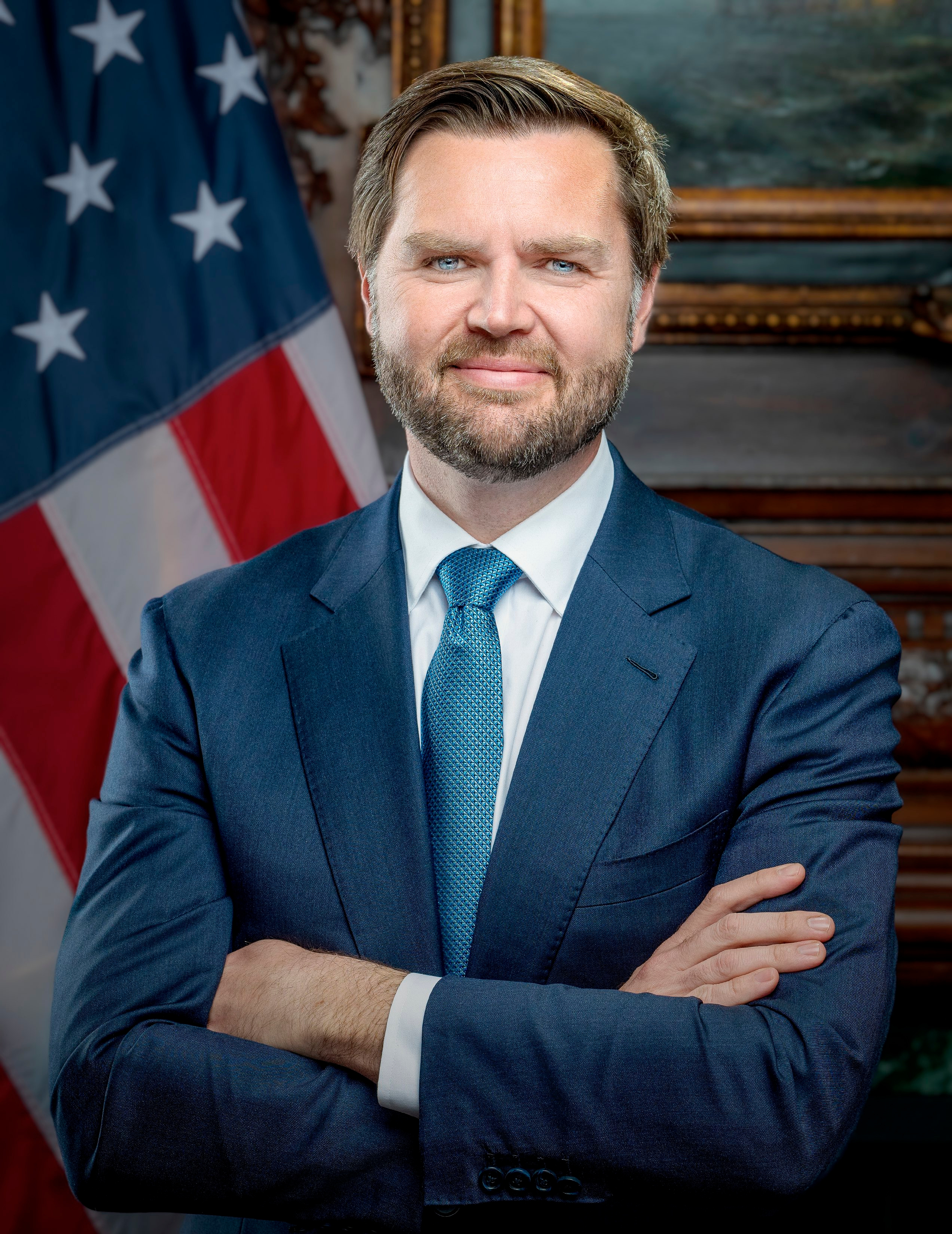
Vizepräsident JD Vance (2025)

Nach aktuellem Stand würden im Falle des Ausscheidens von Präsident Donald Trump folgende Personen in dieser Reihenfolge in das Amt des Präsidenten nachrücken (Stand 10. März 2025):
1. Vizepräsident JD Vance
2. der Sprecher des Repräsentantenhauses, Mike Johnson
3. der Präsident pro tempore des Senats, Chuck Grassley
4. Außenminister Marco Rubio
5. Finanzminister Scott Bessent
6. Verteidigungsminister Pete Hegseth
7. United States Attorney General Pam Bondi
8. Innenminister Doug Burgum
9. Landwirtschaftsministerin Brooke Rollins
10. Handelsminister Howard Lutnick
11. Arbeitsministerin Lori Chavez-DeRemer
12. Gesundheitsminister Robert F. Kennedy Jr.
13. Bauminister Scott Turner
14. Verkehrsminister Sean Duffy
15. Energieminister Chris Wright
16. Bildungsministerin Linda McMahon
17. Kriegsveteranenminister Doug Collins
18. Heimatschutzministerin Kristi Noem

Der Vizepräsident rückt nach dem 25. Zusatzartikel aus dem Jahr 1967 im Falle der endgültigen Erledigung des Präsidentenamtes in dieses Amt nach, er wird also „Präsident“ und nicht nur „kommissarischer Präsident“ (engl. acting president). Im Falle einer vorübergehenden Amtsunfähigkeit des Präsidenten wird auch der Vizepräsident nur kommissarisch Präsident. Diese Frage, ob ein Vizepräsident beim endgültigen Wegfall des Präsidenten tatsächlich „Präsident“ oder „kommissarischer Präsident“ wird, war vor dem 25. Zusatzartikel verfassungsrechtlich nicht unumstritten gewesen. Der Präzedenzfall von John Tyler im Jahr 1841 und seinen Nachfolgern entschied die Frage allerdings politisch. Die seit damals gängige Praxis der tatsächlichen Amtsnachfolge wurde dann 1967 nur noch verfassungsrechtlich kodifiziert.
Jede andere Person als der Vizepräsident kann – unabhängig davon, ob der Präsident dauerhaft oder nur vorübergehend wegfällt – nur „kommissarischer Präsident“ sein. Es handelt sich dabei um eine rein technische Unterscheidung. Er würde nicht in der Zählung der Präsidenten mitgezählt werden und würde sein Amt auch wieder verlieren, sofern der ursprünglich gewählte Präsident nur vorübergehend amtsunfähig war. Ein „kommissarischer Präsident“ besitzt allerdings die gleichen Befugnisse wie der Präsident. Nach dem schon 1951 verabschiedeten 22. Zusatzartikel wird die kommissarisch geleistete Amtszeit auch bei der Beschränkung auf zwei Amtszeiten eingerechnet. Ein kommissarischer Präsident, der mehr als zwei Jahre der Amtszeit übernommen hat, kann nur einmal zum Präsidenten gewählt werden, wie das analog auch für einen nachgerückten Vizepräsidenten gelten würde.
Nach mehrheitlicher Rechtsauffassung, die allerdings nicht unumstritten ist, stehen kommissarische Amtsinhaber – derzeit der Verteidigungsminister, Attorney General und Bildungsminister – in der Nachfolgelinie, wenn sie für ihr eigentliches Amt mit Zustimmung des Senats ernannt worden sind und die Voraussetzungen für die Wählbarkeit zum Präsidenten erfüllen. Dies spielt eine Rolle vor allem beim Übergang zwischen zwei Präsidentschaften, weil die bisherigen Kabinettsmitglieder üblicherweise mit Amtsantritt eines neuen Präsidenten ausscheiden, die neuen Minister aber erst nach Zustimmung des Senats ihr Amt ausüben können.

## Historische Entwicklung der Präsidentennachfolge
Die Präsidentennachfolge wurde durch den ursprünglichen Verfassungstext und drei (vom Kongress beschlossene) einfache Gesetze, die Presidential Succession Acts von 1792, 1886 und 1947, bestimmt. Hinzu kamen zwei Zusatzartikel zur Verfassung: der 20. Zusatzartikel von 1933 und der 25. Zusatzartikel von 1967, die Einfluss auf die Präsidentennachfolge nahmen. Diese Verfassungszusätze wurden vom Kongress und drei Vierteln der amerikanischen Bundesstaaten ratifiziert und sind damit Bestandteil der amerikanischen Verfassung.

### Der ursprüngliche Verfassungstext von 1787
Die Verfassung der Vereinigten Staaten sieht im zweiten Artikel, erster Abschnitt des ursprünglichen Textes vor, dass „[i]n Case of the Removal of the President from Office, or of his Death, Resignation, or Inability to discharge the Powers and Duties of the said Office, the same shall devolve on the Vice President, and the Congress may by Law provide for the Case of Removal, Death, Resignation or Inability, both of the President and Vice President, declaring what Officer shall then act as President, and such Officer shall act accordingly, until the Disability be removed, or a President shall be elected“. Sollte also der Präsident des Amtes enthoben werden oder sterben oder zurücktreten, oder sollte seine Amtsunfähigkeit festgestellt werden, geht das Amt auf den Vizepräsidenten über. Nicht ganz eindeutig ist, ob der Vizepräsident auch vollwertiger Präsident wird oder nur das Amt kommissarisch ausübt.
Ferner regelt der Satz, dass der Kongress durch Gesetz Vorsorge für den Fall des Verlustes beider Amtsträger treffen kann, indem er festlegt, welcher Amtsträger dann als kommissarischer Präsident amtieren soll. Der 25. Zusatzartikel stellte später einige bis dahin umstrittene Interpretationen dieses Satzes klar; sie spielten für die Präsidentennachfolge jedoch nie eine Rolle.

### Diskussionen im ersten Kongress 1791
Im Januar 1791, kurz vor dem Ende der Legislaturperiode des ersten Kongresses, schlug ein Ausschuss des Repräsentantenhauses vor, im Falle der Notwendigkeit der Nachfolge den Außenminister amtieren zu lassen, da dieses Ministerium das älteste war. Weil zu diesem Zeitpunkt jedoch der den Federalists ablehnend gegenüberstehende Thomas Jefferson Außenminister war, rief dieser Vorschlag Proteste hervor (Jefferson wurde schließlich 1801–1809 doch noch Präsident).
Ein anderer Vorschlag war, den Vertreter des Vizepräsidenten, den Präsidenten Pro Tempore des Senats, auch als ersten Nachrücker für das Präsidentenamt vorzusehen. Diese Idee stieß auf Ablehnung, da nicht klar war, ob der Präsident Pro Tempore weiter Senator bliebe und damit die Gewaltenteilung unterlaufen werde. Außerdem wurde noch vorgeschlagen, den Obersten Richter der Vereinigten Staaten (englisch: Chief Justice) in die Reihenfolge mitaufzunehmen. Schlussendlich vertagte sich der Kongress und überließ das Problem dem zweiten Kongress.

### Presidential Succession Act von 1792
Der zweite Kongress einigte sich schließlich 1792 auf eine Fassung, die nach dem Vizepräsidenten den Präsidenten Pro Tempore des Senats, dann den Sprecher des Repräsentantenhauses in der Liste sah. Der Chief Justice wurde aus Gründen der Gewaltenteilung außen vor gelassen, obwohl gleichzeitig zwei Vertreter der Legislative in die Liste mitaufgenommen wurden. Bis heute wurde der Chief Justice nie zu einem potentiellen Ersatzmann für den Präsidenten.
John Tyler etablierte 1841 nach dem Tod von William Henry Harrison als erster nachrückender Vizepräsident mit seiner Auffassung des Verfassungstextes die Praxis, dass der Vizepräsident beim Wegfall des Präsidenten automatisch selbst Präsident wird und nicht nur dessen Amtspflichten und -rechte wahrnimmt. Da es keine Prozedur zur Neubesetzung des Vizepräsidentenamtes gab, wäre bei Tod oder Rücktritt des aufgerückten Vizepräsidenten ein kommissarischer Nachfolger anhand des Presidential Succession Act von 1792 bestimmt worden. In der Zeit zwischen 1792 und 1886 starben fünf Vizepräsidenten, einer trat zurück und vier Vizepräsidenten folgten dem Präsidenten während der laufenden Amtszeit ins Amt nach. Insgesamt gab es also zehn Zeiträume, in denen es keinen Vizepräsidenten gab. Wäre in einem dieser zehn Zeiträume der Präsident weggefallen, so wäre nach dem Presidential Succession Act von 1792 der Präsident Pro Tempore des Senates kommissarischer Präsident geworden. Der Presidential Succession Act von 1792 wurde nie angewandt. Dennoch gab es einige Fälle, in denen nicht viel zu seiner Anwendung gefehlt hat.
Um ein Haar wäre dieser Fall 1868 eingetreten: Vizepräsident Andrew Johnson, ein Demokrat, war dem im April 1865 ermordeten Republikaner Abraham Lincoln als Präsident ins Amt gefolgt. Lincoln hatte Johnson zuvor, 1864, als Geste der nationalen Versöhnung nach dem bereits abzusehenden Ende des Bürgerkriegs, als seinen running mate ausgewählt; als zwar unionstreuer, aber tendenziell südstaatenfreundlicher Demokrat hatte Johnson in den siegreichen und politisch in der unmittelbaren Nachkriegszeit völlig dominanten Nordstaaten keine Hausmacht. Er war bei der Bevölkerung des Nordens, das die im Krieg hart erkämpfte Entmachtung der ehemaligen Sklavenhalter nun auch vor Ort rigoros durchgesetzt sehen wollte, unbeliebt. Johnson wurde einige Zeit später vom Repräsentantenhaus angeklagt, da er gegen einige schwarzenfreundliche Bürgerrechtsgesetze des republikanisch dominierten Kongresses sein Veto eingelegt hatte. Bei der entscheidenden Abstimmung im Senat über die Amtsenthebung Anfang 1868 schließlich verpassten seine Gegner die notwendige Zweidrittelmehrheit im Senat um eine Stimme. Es gibt Spekulationen, nach denen einige gemäßigt-republikanische Senatoren, die eigentlich für Johnsons Amtsenthebung gestimmt hätten, angesichts seines potentiellen Nachfolgers, des radikal-republikanischen Präsidenten Pro Tempore, Benjamin Wade, dem ein allzu extremer Wille zur Bestrafung des Südens unterstellt wurde, gegen eine Verurteilung Johnsons stimmten. Wade wurden auch Ambitionen auf das Präsidentenamt nachgesagt, und als kommissarischer Präsident hätte er bei der Wahl im November 1868 eine deutlich bessere Ausgangsposition gehabt. Ein Zeitungsartikel lautete: „Andrew Johnson is innocent because Ben Wade is guilty of being his successor.“ („Andrew Johnson ist unschuldig, weil Ben Wade schuldig ist, sein Nachfolger zu sein.“)

### Presidential Succession Act von 1886
1886 beschloss der Kongress ein neues Gesetz über die Nachfolge des Präsidenten: Er entfernte die Vorsitzenden der beiden Kammern aus der Liste und nahm stattdessen die Minister auf, beginnend mit dem Außen-, dem Finanz- und dem Kriegsminister. Die Reihenfolge entsprach der Reihenfolge der Gründung der Ministerien.
Diese neue Reihenfolge erschien politisch sinnvoller, da zu diesem Zeitpunkt bereits sechs vormalige Außenminister auf normalem Wege Präsident geworden waren, jedoch noch kein Vorsitzender aus dem Kongress, und wurde weithin angenommen. Auch das Gesetz von 1886 fand nie Anwendung, obwohl auch zwischen 1886 und 1947 drei Vizepräsidenten starben und drei ihrem Präsidenten ins Amt nachfolgten.

### 20. Zusatzartikel von 1933
Der 20. Zusatzartikel von 1933, der im Wesentlichen ein neues Datum für die Vereidigung des Präsidenten, des Vizepräsidenten und der Mitglieder des Kongresses festsetzt, enthält in seinem dritten Absatz auch eine Regelung, dass für den Fall des Scheiterns einer rechtzeitigen Wahl von Präsident und Vizepräsident der Kongress bestimmen kann, wer das Amt des Präsidenten kommissarisch ausübt, bis ein regulärer Kandidat in das Amt gewählt wurde. Dies ist neben dem ursprünglichen Verfassungstext die zweite Stelle in der amerikanischen Verfassung, die den Presidential Succession Act zur näheren Bestimmung des Verfassungswortlautes vorsieht. Der 20. Zusatzartikel war jedoch keine Voraussetzung für die Verabschiedung des Presidential Succession Acts von 1947.

### Presidential Succession Act von 1947
Nach dem Zweiten Weltkrieg und dem Tode von Präsident Franklin D. Roosevelt unterstützte Präsident Harry S. Truman aktiv eine neue Nachfolgegesetzgebung, die schließlich zum aktuellen Presidential Succession Act führte.
Dabei wurden die Vorsitzenden der beiden Kongresskammern erneut eingefügt, diesmal jedoch in der Reihenfolge Sprecher des Repräsentantenhauses vor Präsident Pro Tempore des Senates. Die Kabinettsmitglieder folgten in der Reihenfolge der Entstehung ihrer Ministerien, wobei das Verteidigungsministerium den Platz des Kriegsministeriums einnahm.

### 25. Zusatzartikel von 1967
Im 25. Zusatzartikel wurde 1967 nach fast 200 Jahren eine Möglichkeit geschaffen, nachträglich einen Vizepräsidenten zu ernennen, wenn beide Häuser des Kongresses einem solchen Vorschlag zustimmen. Außerdem wurde endgültig festgelegt, dass ein nachrückender Vizepräsident zu einem vollwertigen Präsidenten wird. Diese Änderung erfolgte in der Zeit nach der Ermordung John F. Kennedys 1963 und stellte zudem einige weitere Fragen, insbesondere nach der Feststellung der Amtsunfähigkeit des Präsidenten, verfassungsrechtlich klar. Die Reihenfolge der möglichen Nachfolger wurde durch den 25. Zusatzartikel zwar nicht verändert. Er reduzierte jedoch die Wahrscheinlichkeit einer Vakanz der beiden höchsten Ämter und damit auch der Notwendigkeit einer Anwendung der weiteren Nachfolgeregelungen. War es zuvor mehrfach vorgekommen, dass das Amt des Vizepräsidenten über mehrere Jahre (in John Tylers Fall fast vier Jahre) vakant war, konnte die Neubesetzung des Vizepräsidentenamts nun in jedem Falle innerhalb weniger Wochen oder Monate erfolgen. Selbst bei einer doppelten Vakanz könnte der kommissarische Präsident einen neuen Vizepräsidenten vorschlagen, der nach erfolgreicher Bestätigung durch den Kongress und Rücktritt des kommissarischen Präsidenten zum regulären Präsidenten aufsteigen würde.
Der Zusatzartikel gibt dem Präsidenten weiterhin die Möglichkeit, seine vorübergehende Amtsunfähigkeit zu erklären, wodurch der Vizepräsident das Amt kommissarisch übernimmt. Dies wurde von Ronald Reagan, George W. Bush und Joe Biden angewendet, als sie sich medizinischen Behandlungen unterzogen.

## Anwendungen und Änderungen seit 1947
Auch der Presidential Succession Act von 1947 ist bisher nie tatsächlich zur Anwendung gekommen. Nach dem Tod John F. Kennedys 1963 war das Amt des Vizepräsidenten knapp eineinhalb Jahre unbesetzt, da Lyndon B. Johnson Kennedy ins Amt nachgefolgt war und ein Vizepräsident noch nicht nachnominiert werden konnte (der 25. Zusatzartikel wurde erst vier Jahre später verabschiedet).
Mitte der 1970er Jahre, in der Endphase der Amtszeit Richard Nixons, gab es zwei weitere Situationen, in denen der Sprecher des Repräsentantenhauses dem Präsidenten ins Amt nachgefolgt wäre: Im Oktober 1973 war Vizepräsident Spiro Agnew wegen eines Bestechungsskandals zurückgetreten, erst im Dezember 1973 wurde Gerald Ford zum neuen Vizepräsidenten ernannt. In dieser Zeit erwartete man allgemein, dass Präsident Nixon im Zuge der Watergate-Affäre zurücktreten würde. In diesem Fall wäre mit dem demokratischen Sprecher des Repräsentantenhauses, Carl Albert, ein politischer Gegner des bisherigen Präsidenten ins Amt gekommen. Albert war der Ansicht, dass er kein Recht habe, ein Amt, das die Wähler einem Republikaner anvertraut hätten, auszuüben, und kündigte für den Fall seiner kommissarischen Präsidentschaft an, bald einen republikanischen Vizepräsidenten zu ernennen und anschließend zu dessen Gunsten zurückzutreten. Auch wenn der Fall so nicht eintrat, wird Alberts Ankündigung als wichtiger Präzedenzfall angesehen.
Mit dem Rücktritt Richard Nixons im August 1974 und dem Nachrücken Fords ins Präsidentenamt wurde das Amt des Vizepräsidenten erneut vakant. Erst im Dezember 1974 wurde Nelson Rockefeller als Vizepräsident vereidigt.
Beim Attentat auf Ronald Reagan am 30. März 1981 war Vizepräsident George Bush gerade im heimischen Texas und Außenminister Alexander Haig rief sich wenige Stunden nach dem Anschlag vor laufenden Fernsehkameras im Weißen Haus zum verfassungsmäßigen Amtsinhaber aus. Dies sorgte für erhebliches Befremden. Die Situation wurde dadurch bereinigt, dass Bush am Abend des gleichen Tages die Amtsgeschäfte bis zu Reagans Genesung übernahm.
Der Presidential Succession Act ist seit 1947 einige Male geändert worden, um Änderungen der Ministerialstruktur abzubilden beziehungsweise neu geschaffene Ministerien (am Ende der Liste) einzufügen.
Nach den Terroranschlägen vom 11. September 2001 wurden einige potenzielle Nachfolger wie der Sprecher des Repräsentantenhauses, Dennis Hastert, an sichere Orte gebracht, um die Nachfolge abzusichern. Viele Abgeordnete wollten in der Folge der Terroranschläge die Einfügung des neuen Ministeriums für Innere Sicherheit in einer höheren Position als am Ende der Liste erreichen und argumentierten, dass der Minister für Innere Sicherheit in einem solchen Notstandsfall für das Amt des kommissarischen Präsidenten besser geeignet wäre als etwa der Bauminister. Tatsächlich wurde der Minister für Innere Sicherheit kurzzeitig nach dem Justizminister an achter Stelle der Nachfolge eingefügt, doch dieses Gesetz endete mit der Amtszeit des 109. Kongresses und wurde seither nicht wieder eingebracht. Durch die House Resolution 3199 wurde der Presidential Succession Act am 9. März 2006 zum bislang letzten Mal dahingehend ergänzt, den Minister für Innere Sicherheit nun wieder am Ende der Reihenfolge hinter dem Minister für Kriegsveteranen in die Nachfolgeregelung aufzunehmen.

## Verfassungsrechtliche Diskussion
Einige bedeutende amerikanische Verfassungsrechtler wie Akhil Reed Amar bezweifeln die Verfassungsmäßigkeit der Aufnahme des Sprechers des Repräsentantenhauses und des Präsidenten pro Tempore des Senats in die Liste. Sie argumentieren, dass der Begriff „officer“ im verfassungsrechtlichen Sinne nur Angehörige der Exekutive und der Judikative, nicht jedoch der Legislative umfasse. Ferner hatte schon James Madison 1792 ausdrücklich auf die Gewaltenteilung verwiesen. In diesem Zusammenhang sei die Einbeziehung von Personen aus einer anderen Gewalt als der Exekutive in eine Nachfolgeregelung für die Exekutive verfassungsrechtlich fragwürdig.

## Vorkehrungen für das Ausreichen der Liste
Zur Sicherstellung, dass mindestens ein Amtsträger der Liste auch im schlimmsten Fall überlebt, wird seit 1971 für den Fall der Zusammenkunft vieler Listenmitglieder eine Person als „designated survivor“ (Notfallüberlebender) bestimmt, der sich weitab von Washington für den Fall eines Terroranschlages oder großen Unfalls zur Übernahme des Präsidentenamtes bereithält. Ein solcher „designated survivor“ wird regelmäßig für die Rede zur Lage der Nation bestimmt, bei der ansonsten der Vizepräsident, alle Kabinettsmitglieder und die Mitglieder des Kongresses anwesend sind. Jedoch wird von jeder Partei und von jedem Haus je ein Abgeordneter als weiterer „designated survivor“ bestimmt, sodass diese vier Personen im Notfall dennoch eine parlamentarische Kontrolle auf den ansonsten unkontrollierten Präsidenten ausüben. Sollten jedoch auch diese Personen umkommen, gibt es keine ausdrücklichen Regelungen, wer dann die Nachfolge antritt: Stellvertretende Minister kämen nicht in Frage, da sich die Nachfolgeregelung ausdrücklich auf vollwertige Kabinettsmitglieder bezieht.
Siehe: Liste der Designated survivors

## Fiktionale Anwendung der Präsidentennachfolge über den Vizepräsidenten hinaus
Die Übernahme des Präsidentenamtes durch den Vizepräsidenten erscheint in vielen amerikanischen Print- und Filmerzeugnissen. Seltener dagegen sind die Werke, in denen über den Vizepräsidenten hinaus die Amtsnachfolge besprochen wird, mithin der Presidential Succession Act als solcher angewandt wird:
- Im Roman The Man von Irving Wallace aus dem Jahr 1964 stirbt der Vizepräsident an einem Herzinfarkt. Der Präsident und der Sprecher des Repräsentantenhauses sterben beide bei einem Unfall in Europa, sodass Douglass Dilman, der Präsident pro tempore des Senats, ein Afroamerikaner, der nur aufgrund seiner Rasse in dieses normalerweise unwichtige Amt erhoben wurde, Präsident wird. Rassistische Politiker beider Parteien versuchen Vorwände zu finden, Dilman des Amtes zu entheben, was jedoch scheitert. Am Ende des Romans entscheidet sich Dilman gegen eine Kandidatur – ein Afroamerikaner hätte keine Chancen gewählt zu werden, wie Autor Wallace es auch so sah. Der Roman wurde 1972 von Joseph Sargent nach einem Drehbuch von Rod Serling mit James Earl Jones als Präsident Dilman verfilmt.
- Line of Succession von Brian Garfield (1972) enthält das Szenario, dass zwischen dem Tag der Wahl und dem der Vereidigung der designierte Präsident, der designierte Vizepräsident und der Sprecher des Repräsentantenhauses durch Terroristen getötet werden. Der Präsident pro tempore gilt als inakzeptabel für das Amt des Präsidenten. Deshalb versucht der noch im Amt befindliche, abgewählte Präsident im Amt zu bleiben.
- Im Roman Thirty-four East von Alfred Coppel aus dem Jahr 1974 wird der Vizepräsident von arabischen Terroristen entführt. Gleichzeitig kommt der Präsident bei einem Flugzeugabsturz ums Leben. Da der Vizepräsident offenbar amtsunfähig ist, übernimmt der Sprecher des Repräsentantenhauses als kommissarischer Präsident die Macht. Er wird dabei aber als schwacher Charakter dargestellt, der vom Stabschef manipuliert wird.
- Im Roman Trinity’s Child von William Prochnau aus dem Jahr 1983 (1990 als By Dawn’s Early Light verfilmt) fällt Washington einem Nuklearangriff zum Opfer, bei dem das halbe Kabinett stirbt. Der Innenminister übernimmt die Präsidentschaft und führt den Dritten Weltkrieg fort. Es stellt sich jedoch heraus, dass der Präsident noch lebt. Allerdings weigert sich der Innenminister, sein Amt wieder abzugeben, sodass es für einige Zeit kollidierende Befehle gibt.
- In Tom Clancys Politthriller Ehrenschuld  englischer Originaltitel: Debt of Honor und dessen direkter Fortsetzung Befehl von oben  englischer Originaltitel: Executive Orders verschwören sich japanische Großindustrielle gegen die USA, der nationale Sicherheitsberater Ryan kann einen Krieg abwenden. Am Ende des Buches stürzt sich ein japanischer Pilot mit einer Boeing 747 in das Kapitol, während dort gerade der Kongress zusammentritt, um Ryan als neuen Vize-Präsidenten zu vereidigen. Im Folgeband wird Ryan, da der bisherige Amtsinhaber bei dem Flugzeugabsturz umgekommen ist, als Präsident vereidigt.
- In der Fernsehserie The West Wing aus dem Jahr 2003 wird die Tochter des Präsidenten entführt, woraufhin der Präsident seine Amtsunfähigkeit erklärt, um nicht erpressbar zu sein. Da der Vizepräsident kurz zuvor zurückgetreten war, übernimmt der oppositionelle Sprecher des Repräsentantenhauses die kommissarische Präsidentschaft, bis der Präsident nach der Rettung seiner Tochter sein Amt wieder übernimmt.
- In der Fernsehserie Welcome, Mrs. President aus dem Jahr 2005 erleidet die Präsidentin einen Blinddarmdurchbruch. Ähnlich wie beim vorherigen Beispiel ist auch hier der Vizepräsident kurz zuvor zurückgetreten, so dass der oppositionelle Sprecher des Repräsentantenhauses die Präsidentschaft übernimmt. Nach der Entlassung aus dem Krankenhaus kehrt die Präsidentin in ihr Amt zurück.
- Im Film xXx 2 - The Next Level, plant der US-Verteidigungsminister einen Militärputsch, bei dem der Präsident und alle vor ihm stehenden Nachfolger des Präsidenten getötet werden sollen, damit er selbst nächster US-Präsident werden kann. Als Nachfolger auf einem Schaubild genannt werden explizit aber nur Vizepräsident, Präsident pro tempore des Senats und Außenminister. Der Sprecher des Repräsentantenhauses und der Finanzminister fehlen.
- Im Film Eagle Eye sollen der Präsident und alle Mitglieder der Regierung, welche in der Nachfolge des Präsidenten vor dem zu verschonenden Verteidigungsminister stehen, eliminiert werden.
- Im Film White House Down aus dem Jahre 2013 wird der Präsident nach einem terroristischen Angriff auf das Weiße Haus für tot erklärt und der Vizepräsident, der sich auf der Air Force Two befindet, zum Präsidenten ernannt. Als kurz darauf diese Maschine abgeschossen wird, bekommt der Sprecher des Repräsentantenhauses, der in das Komplott der Terroristen eingebunden ist, die präsidentiellen Befugnisse übertragen.
- Im Film Olympus Has Fallen – Die Welt in Gefahr aus dem Jahr 2013 bringen Terroristen bei einem Überfall das Weiße Haus in ihre Gewalt. In dessen Bunker halten sie Präsident, Vizepräsident und andere hochrangige Persönlichkeiten gefangen. Daher übernimmt der Sprecher des Repräsentantenhauses (gespielt von Morgan Freeman) als amtierender Präsident die Macht.
- In der Serie Designated Survivor, die in den Jahren 2016–2019 produziert wurde, ist der eigentlich gerade für die Abberufung vorgesehene Minister für Wohnungsbau und Stadtentwicklung, Thomas Kirkman (gespielt von Kiefer Sutherland), der Designated Survivor. Bei einer Rede zur Lage der Nation explodiert im Kapitol eine Bombe und tötet den Präsidenten, alle Nachfolger des Präsidenten mit Ausnahme Kirkmans, die Mitglieder des Obersten Gerichtshofs und des Senats sowie fast alle Mitglieder des Repräsentantenhauses. Kirkman muss das Amt übernehmen und sieht sich nicht nur der Krise ausgesetzt, sondern auch der Anzweiflung seiner Legitimität als Amtsinhaber.
- In der Serie Madam Secretary kann aufgrund eines Hacks keine Verbindung zur Air Force One aufgenommen werden, wodurch davon auszugehen war, dass diese mitsamt dem Präsidenten abgestürzt war. Der Vizepräsident war allerdings wegen einer Operation nicht amtsfähig, wodurch der Sprecher des Repräsentantenhauses nachrücken musste, was allerdings auch nicht ging, da er sich mit an Bord der Air Force One befand. Schließlich sollte der Präsident des Senats nachrücken. Jedoch wurde vor der Leistung des Amtseids festgestellt, dass dieser aufgrund von starker Altersdemenz nicht mehr komplett zurechnungsfähig war und somit nicht fähig war, das Amt des Präsidenten auszuüben. Dadurch wurde die Außenministerin (und Hauptdarstellerin der Serie) Präsidentin, bis die Maschine des Präsidenten wieder auftauchte.